# Война мировоззрений. Наука и Духовность
«Война мировоззрений: наука против духовности» — книга, написанная Дипаком Чопрой и Леонардом Млодиновым, которая была опубликована в 2011 году. Её основная тема - столкновение взглядов двух друзей по многим фундаментальным мировоззренческим вопросам.
Книга написана как серия эссе по 18 вопросам. Научное мировоззрение представлено Млодиновым, а духовное - Чопрой.

## Об авторах
Дипак Чопра родился в 1946 году в Нью-Дели в Индии. Окончил Всеиндийский Институт Медицинских наук. В 1968 году эмигрировал в США. Доктор терапии и эндокринологии. В 1996 году Чопра и невропатолог Дэвид Саймон основали Чопра Центр Благополучия, где практикуется и Аюрведа.
Леонард Млодинов родился в 1954 году в Чикаго. Окончил Калифорнийский университет в Беркли. Занимается научными разработками в Калифорнийском технологическом институте. Научная сфера- математическая физика.

## Содержание

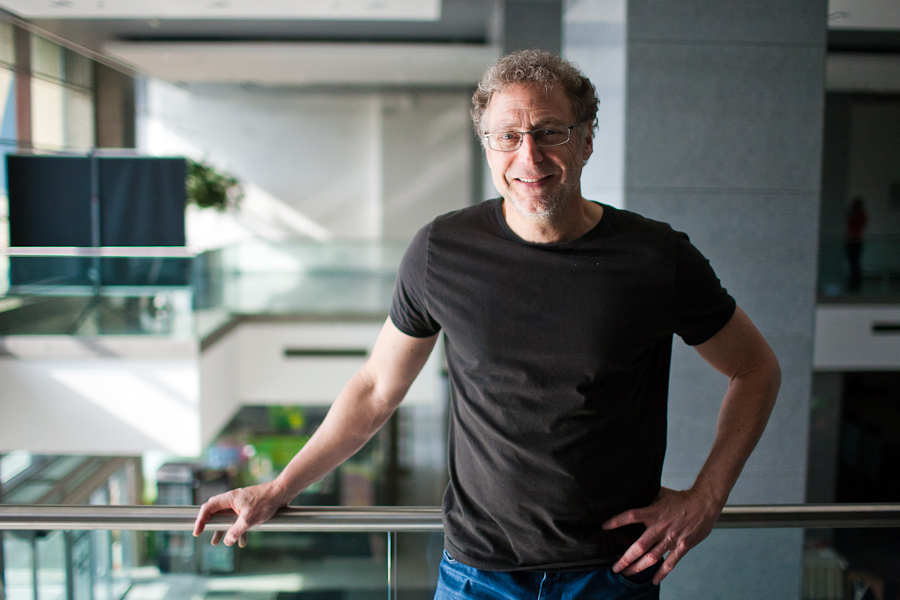
Леонард Млодинов

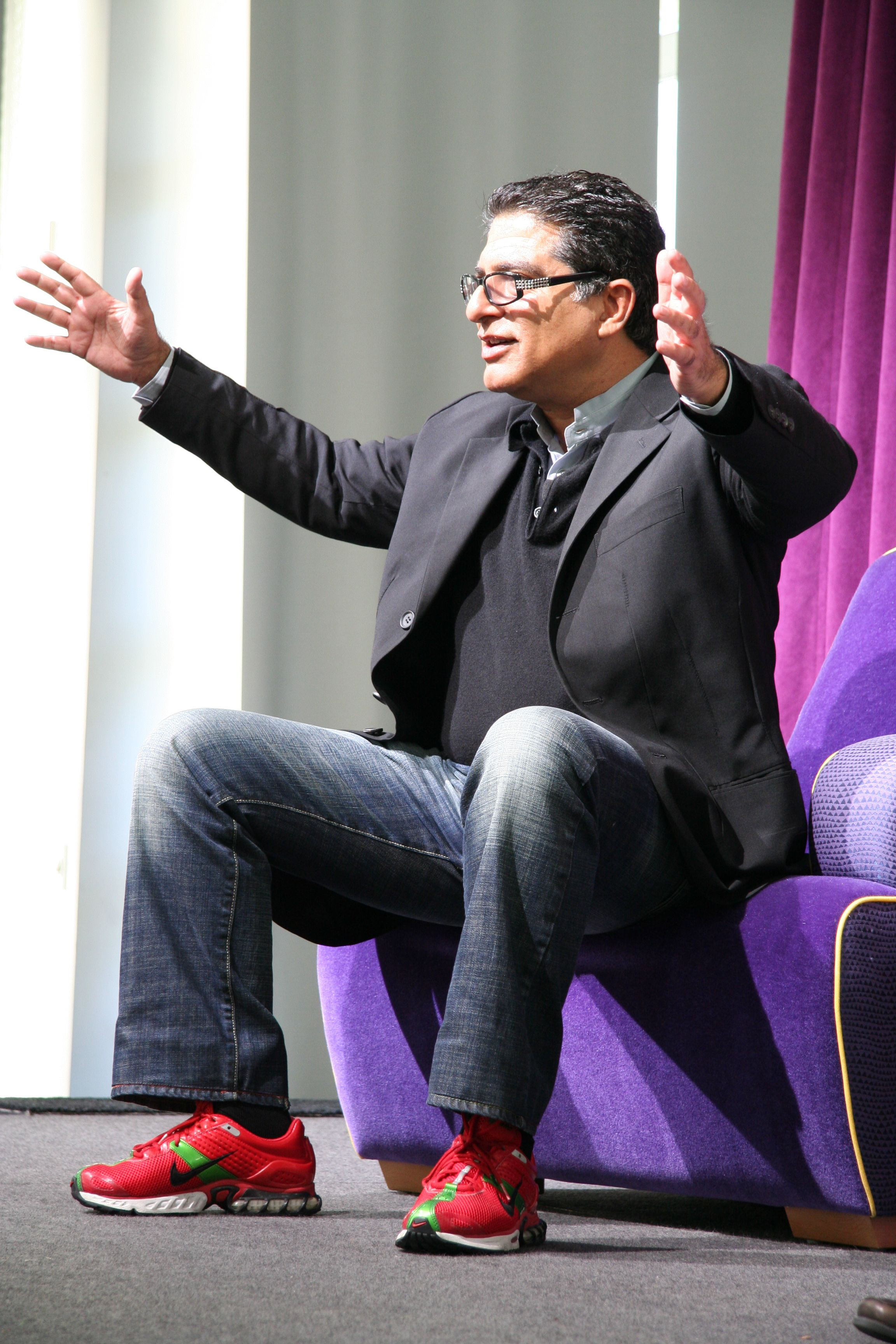
Дипак Чопра

Два автора бестселлеров впервые встретились в Калифорнийском технологическом институте во время теледебатов «О будущем Бога». Чопра - яростный защитник духовности, Млодинов - выдающийся физик. По версии журнала «Watkins' Mind Body Spirit» Чопра был в списке 100 самых влиятельных духовных лидеров современности за 2012 год.
В «Войне мировоззрений» эти два великих мыслителя спорят о космосе, эволюции и жизни, человеческом мозге и Боге, затрагивая фундаментальные вопросы.
Как возникла Вселенная?
Какова природа времени?
Что такое жизнь?
Дарвин ошибся?
Что делает нас людьми?
Какая связь между разумом и мозгом?
Бог — иллюзия?
Леонард Млодинов приводит аргументы в пользу научного взгляда на жизнь и Вселенную, а Дипак Чопра — в пользу духовного. Чопра не отрицает никаких научных достижений, таких как, эволюция, Большой взрыв или др. научные открытия, сделанные человечеством. Он просто предлагает добавить сознание в формулу мировоззрения.
Аргументы Дипака Чопры кажутся некоторым читателям намеренно эзотерическими и псевдонаучными.
Млодинов и Чопра излагают свои взгляды на различные аспекты конфликта, а читатель должен сам оценить качество доказательств и обоснованность аргументов.